# Al-Arishah
al-Arishah (tiếng Ả Rập: العريشة) là một thị trấn ở phía nam tỉnh al-Hasakah, đông bắc Syria. Đây là trung tâm hành chính của huyện Nahiya al-Arishah, bao gồm 20 đô thị.
Trong cuộc điều tra dân số năm 2004, al-Arishah có dân số 3.957 người.